# Che con niño

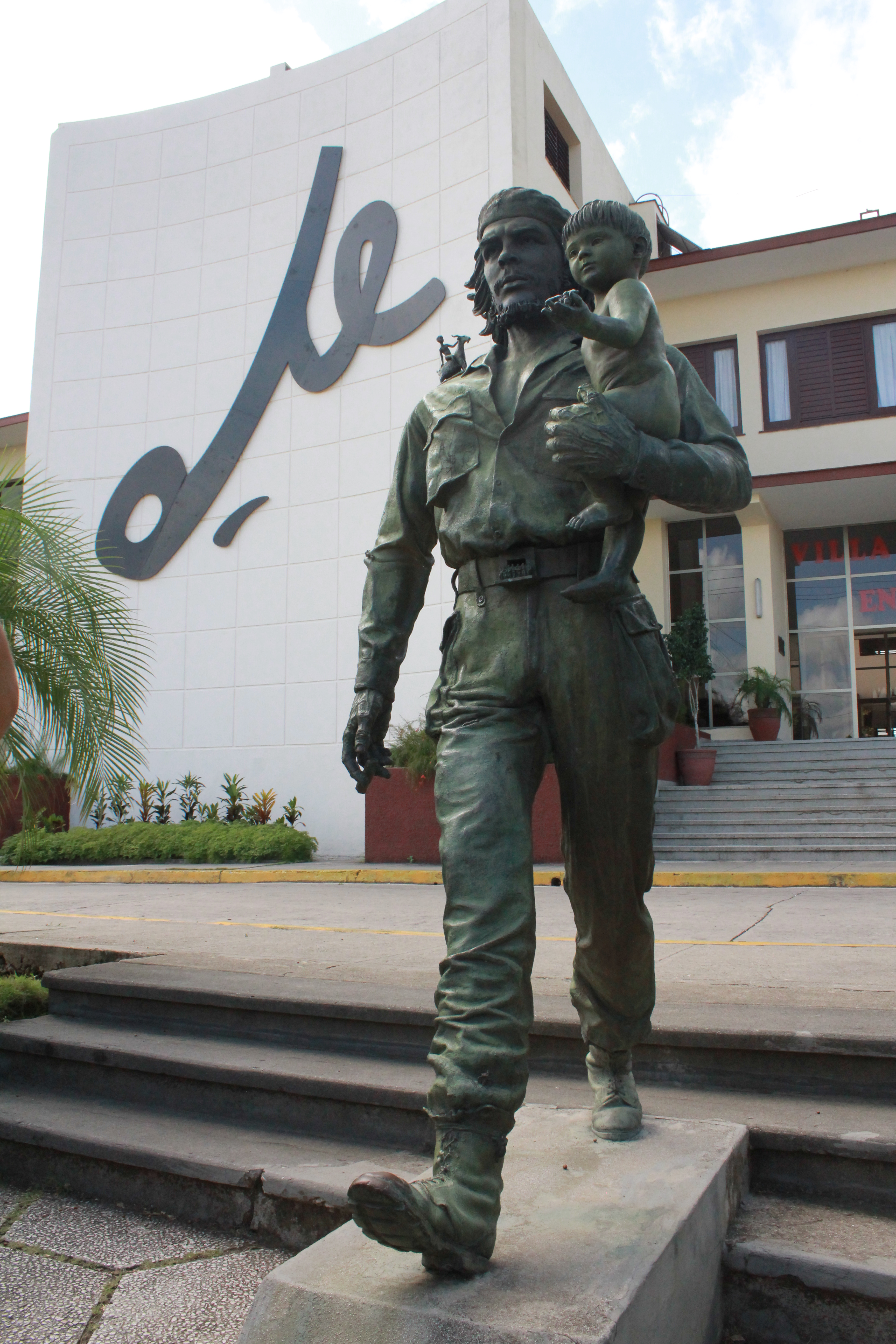
Statue Che con niño in Santa Clara

Che con niño oder Che de los niños (deutsch: Che mit Kind oder Che der Kinder) ist ein 1999 in der kubanischen Stadt Santa Clara errichtetes Bronze-Standbild des Revolutionärs Che Guevara.

## Beschreibung

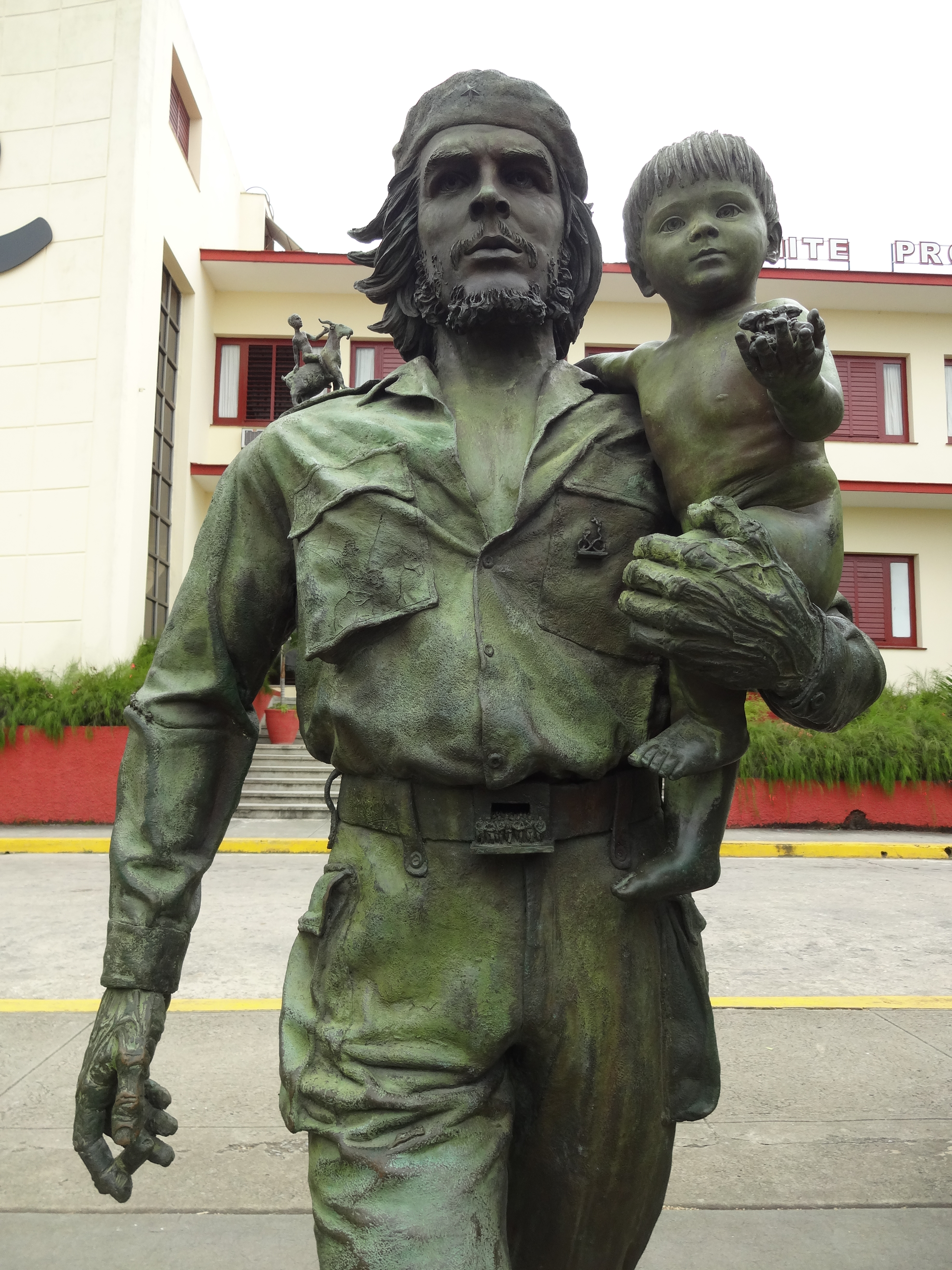
Che con niño, Frontalansicht

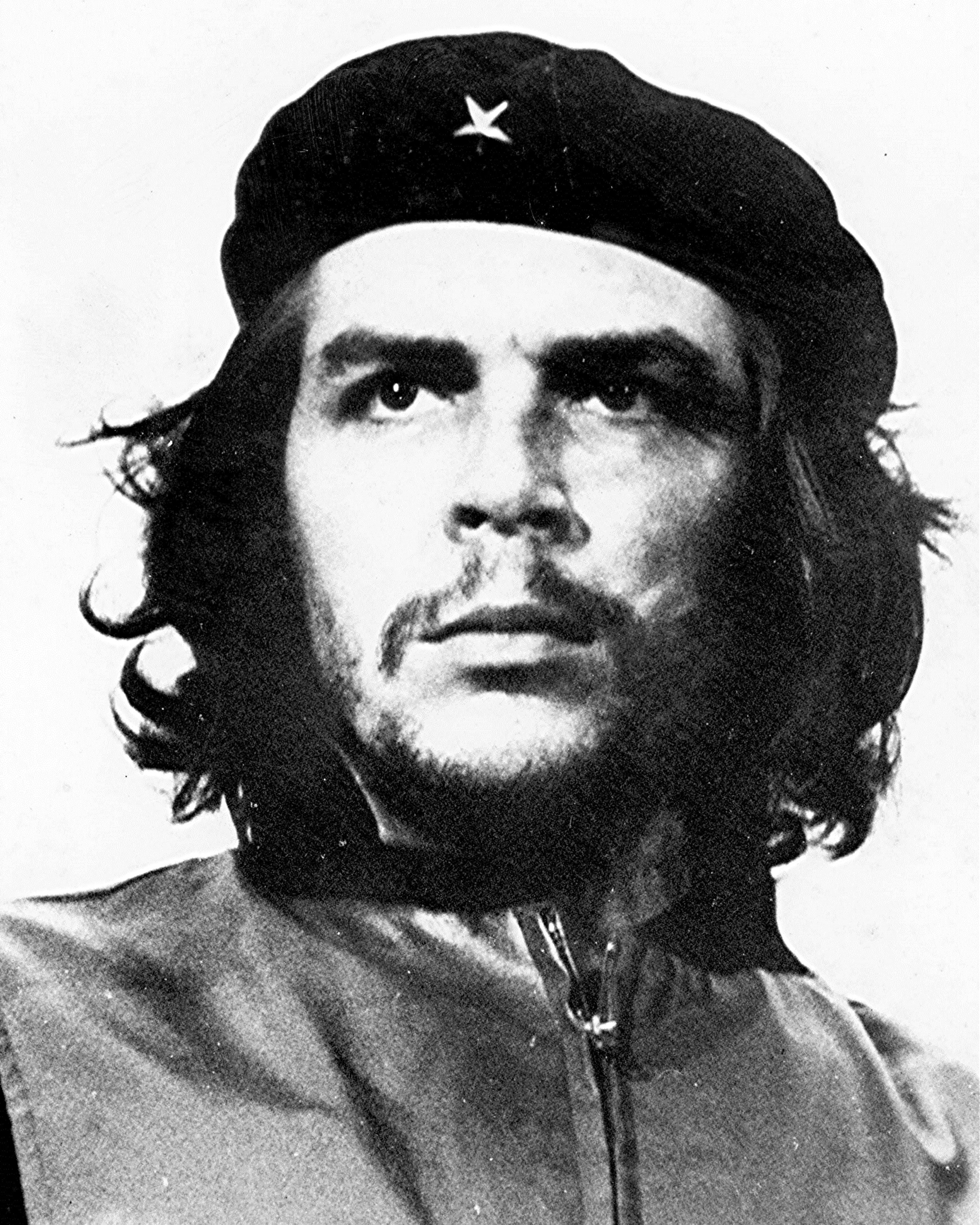
Guerrillero Heroico, Fotografie von Alberto Korda, 5. März 1960

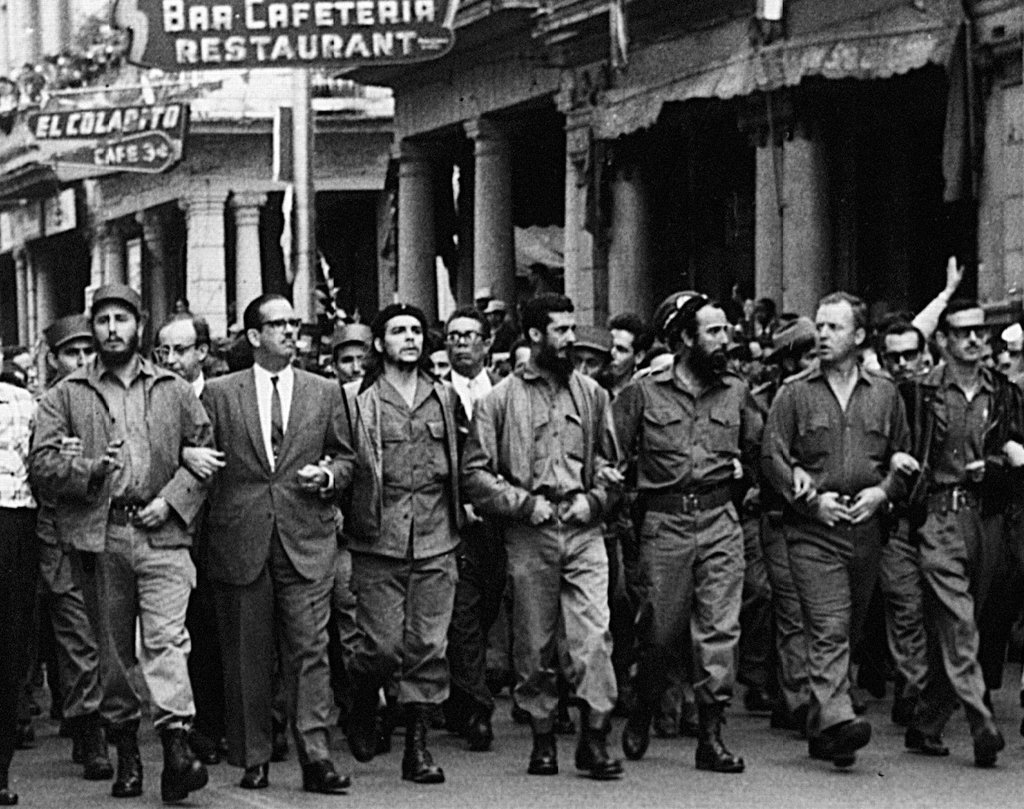
Che Guevara im Kampfanzug beim Trauermarsch für die Opfer der Explosion der La Coubre, 5. März 1960

Che con niño ist eine lebensgroße Bronzestatue. Sie steht auf einem Sockel aus Beton, der in eine dreistufigen Treppe vor einem Verwaltungsgebäude übergeht. Die Statue stellt den kubanischen Revolutionär und Guerillaführer Che Guevara dar, der sich mit einem raumgreifenden und energischen Schritt von dem Gebäude fortbewegt. Seine Körperhaltung wie auch die zahlreichen Falten seiner Kleidung und die Haare vermitteln den Eindruck großer Dynamik. Auf seinem linken Arm trägt er einen unbekleideten kleinen Jungen, der wie Che nach vorne über den Betrachter hinweg blickt und auf seiner linken Hand ein Spielzeug präsentiert. Die Statue zeigt an zahlreichen Stellen kleine Symbole für das Leben, die Eigenarten, das Wirken und die Ziele Ches, wie sie in die kubanischen Berichte und Legenden über ihn eingegangen sind.
Die Gesichtszüge Ches, seine Frisur und das Barett mit dem fünfzackigen Stern entsprechen der Fotografie Guerrillero Heroico, die am 5. März 1960 von Alberto Korda aufgenommen und seither als klassische Darstellung Ches vielfach reproduziert wurde. Während Che Guevara auf dem Foto Kordas die Jacke eines propagandistisch nur schwer vermittelbaren Trainingsanzugs trägt, zeigt die Statue einen Che Guevara im Kampfanzug, wie er ihn zu Lebzeiten häufig und auch während offizieller Anlässe in der Öffentlichkeit trug.

## Standort
In der zentralkubanischen Stadt Santa Clara wurde 1958 die kubanische Revolution durch Che Guevara und die unter seinem Kommando stehenden Einheiten der kubanischen Rebellenarmee mit der gewonnenen Schlacht von Santa Clara zum Erfolg gebracht. In Santa Clara liegen einige der wichtigsten Schauplätze und Erinnerungsorte der Revolution. Die Statue Che con niño befindet sich an der Avenida Liberación, gegenüber der Einmündung der Straße F und vor dem Eingang des Comité Provincial del Partido, der Parteizentrale der Kommunistischen Partei Kubas in der Provinz Villa Clara. In diesem Gebäude befand sich nach der Eroberung der Stadt die Kommandantur der revolutionären Truppen unter Che Guevara.
Che con niño ist kleiner und weniger bekannt als die 1988 errichtete monumentale Statue Ches, die ein Teil des Monumento Memorial Che Guevara ist. Dennoch gehört auch sie zu den Denkmalen, mit denen die Stadt an ihre bedeutende Rolle während der Revolution erinnert. Die Stadtrundfahrten machen hier auf dem Weg vom Monumento al Tren Blindado zum Loma del Capiro kurz Halt. Die Statue ist ein beliebtes Motiv für Souvenirfotos der Touristen und täglich werden Dutzende Blumensträuße abgelegt. Teile der Statue wirken wegen Tausender Berührungen durch die Besucher wie blank poliert, insbesondere die Stiefel.

## Künstler
Che con niño wurde von dem 1958 geborenen baskischen Bildhauer Casto Solano Marroyo geschaffen. Das Kind auf Ches Arm hat Solano nach seinem eigenen dreijährigen Sohn gestaltet. Viele der im öffentlichen Raum stehenden Skulpturen Solanos zeigen die dargestellten Hauptpersonen des Werks in Begleitung von Kindern

## Symbolik im Detail
Casto Solano bezeichnete seine Skulptur als ein Symbol der Anerkennung menschlicher Werte und als einen Tribut an die Aufrichtigkeit Che Guevaras. In einem Interview erläuterte er gegenüber dem Hochschullehrer Arístides Rondón Velázquez einige der Symbole, mit denen er seine Statue versehen hat. Sie sollen für die von Che Guevara vertretenen Werte und für seine persönlichen Opfer stehen:
- Das nackte, also unschuldige, Kind auf Ches Arm steht für die Ziele der Revolution, den Fortschritt, die Hoffnung, die Zukunft und die nächste Generation Kubas. Es hält in seiner linken Hand ein Spielzeug als Symbol der Freiheit, und insgesamt ist die Statue eine Darstellung Che Guevaras, wie er das kubanische Volk in die Freiheit trägt;
- das auf einem Ziegenbock reitende Kind auf der rechten Schulter soll für den jungen Che stehen, der es vorzog in den Kampf zu ziehen, anstatt das Haus zu hüten. Und es steht für die Berglandschaft in Bolivien, in der Che operierte und in der Ziegen wichtige Transportmittel sind;
- die Zigarre in Ches rechter Hand ist eine Anspielung auf sein Asthma, und auf seine Leidenschaft für Habanos (Montecristo No. 4). Es wird kolportiert, dass Ches Zigarrenkonsum ihm Linderung seines Asthmas verschafft hat;
- das Barett mit dem Stern zeigt Che Guevaras Rang als Comandante der kubanischen Rebellenarmee, die wie im Wind wehenden Haarlocken vermitteln einen aus der Realität herausgehobenen Eindruck, fast wie in den Götterdarstellungen der Antike;
- hinter dem rechten Ohr ist zwischen zwei Haarlocken eine Hängematte eingehängt. Sie steht für Ches Verzicht auf ein angenehmes Familienleben im Tausch gegen eine feuchte Hängematte in der Sierra Maestra;
- der Motorradfahrer auf dem rechten Unterschenkel steht für Ches Reise mit Alberto Granado in den Jahren 1951 und 1952, die durch Granados Reisebericht Mit Che durch Südamerika dokumentiert und 2004 unter dem Titel Die Reise des jungen Che verfilmt wurde;
- die rechte Brusttasche trägt eine Ritzzeichnung, die Don Quijote mit seiner Lanze auf seinem Pferd Rosinante zeigt. Die Darstellung steht für Ches Leidenschaft für das Lesen und für den großen Wert, den er der Alphabetisierung und der Bildung beigemessen hat;
- an der Stelle des Koppelschlosses befindet sich eine Öffnung, aus der eine Gruppe von Menschen nach vorne drängt. Sie stehen für die 38 mit Che im Kampf in Bolivien gefallenen Kameraden;
- auf der linken Brusttasche, über dem Herzen, befindet sich ein liegendes Unendlichzeichen, auf dem zwei Kinder turnen. Sie verkörpern Ches Liebe zu den Kindern und folgen dem Rhythmus seines Herzens;
- an der linken Brustseite, wo Che von einer der tödlichen Kugeln getroffen wurde, befindet sich ein Fenster mit einer herausschauenden wartenden Frau.

Detailaufnahmen der Statue I
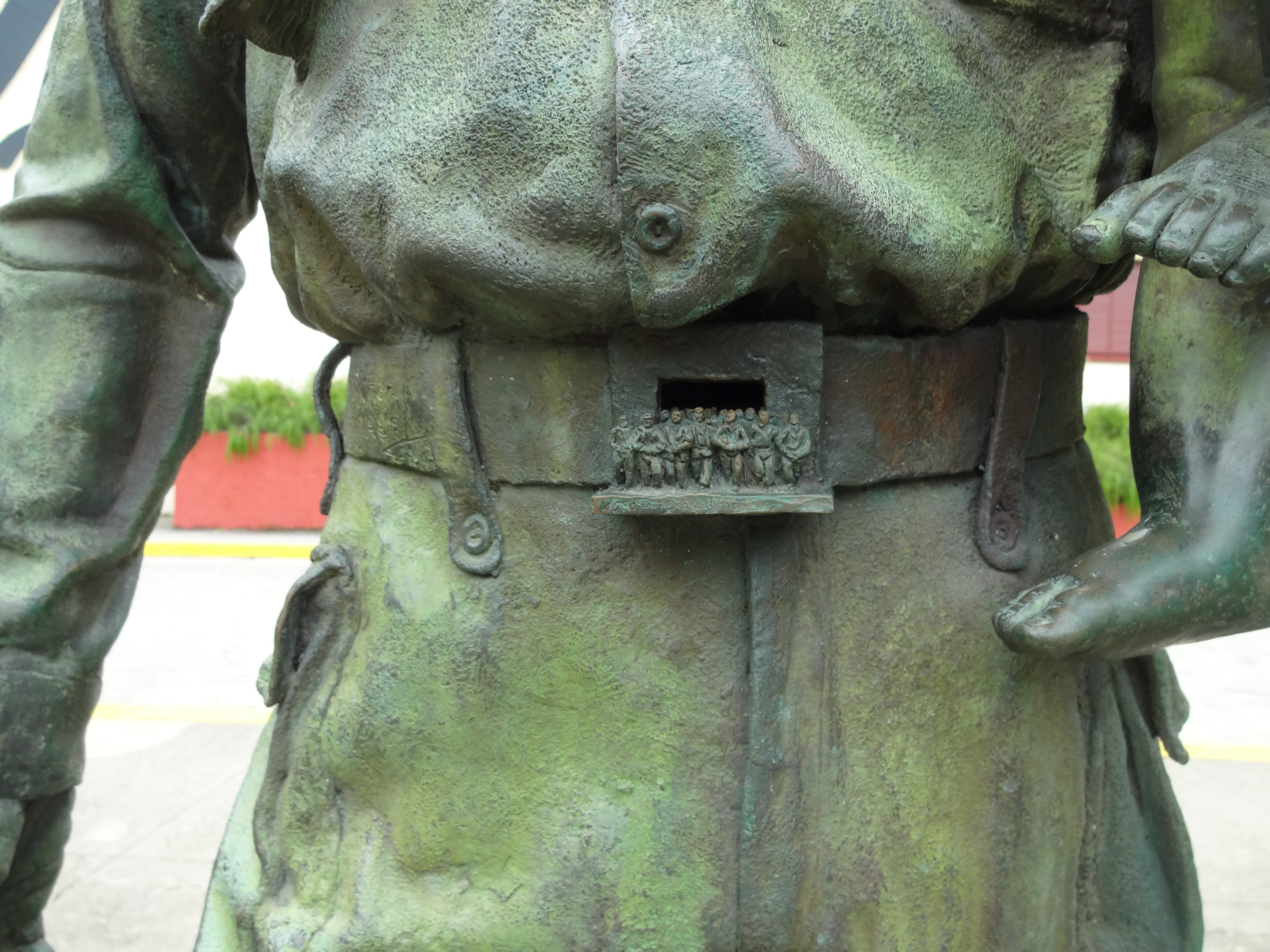
Am Koppelschlosses eine Öffnung, aus der eine Gruppe von Menschen nach außen drängt, die gefallenen Kameraden Ches
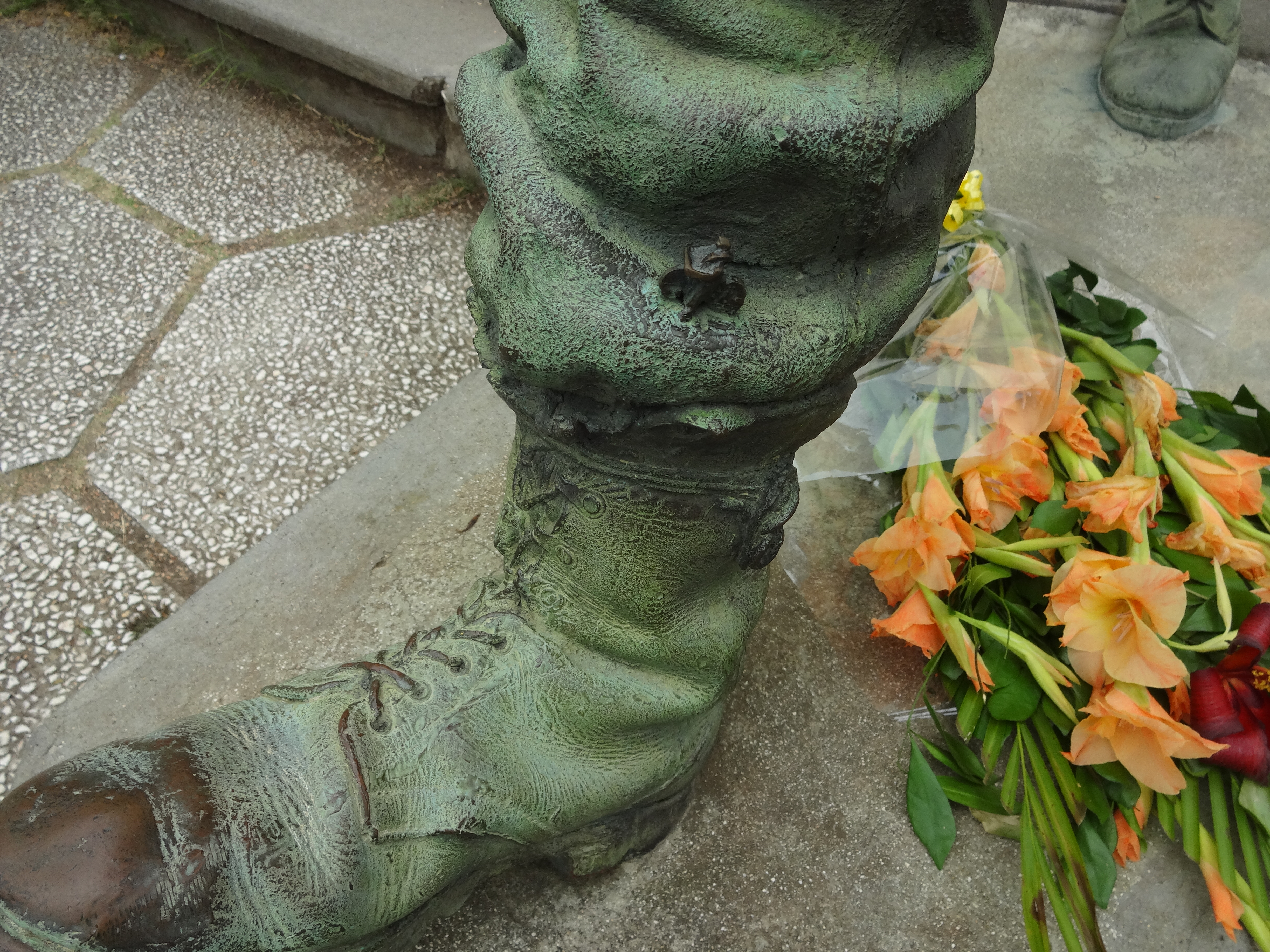
Rechter Unterschenkel mit Figur eines Motorradfahrers, für Ches Reise mit Alberto Granado
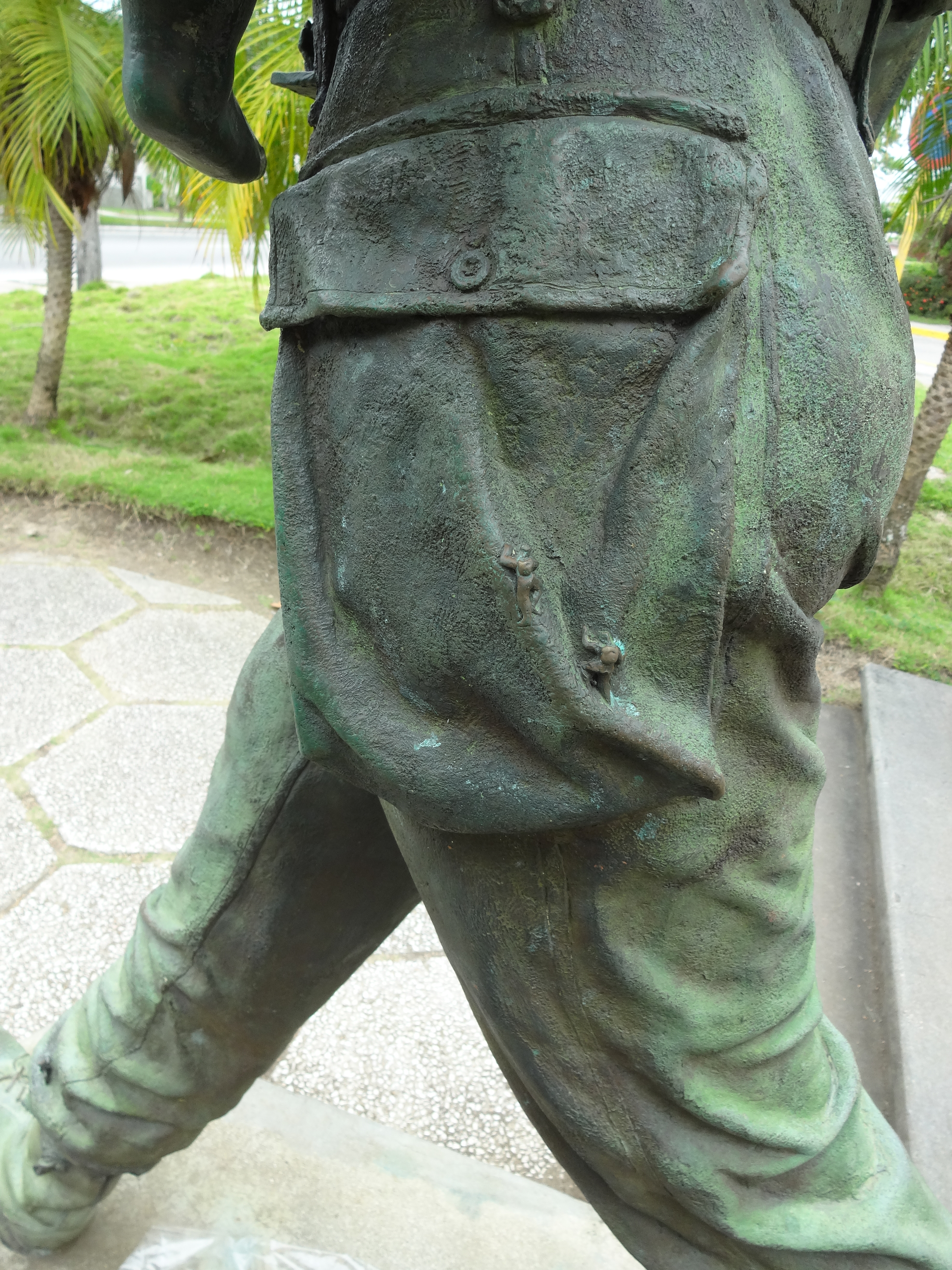
Linke Beintasche mit Figuren zweier Bergsteiger
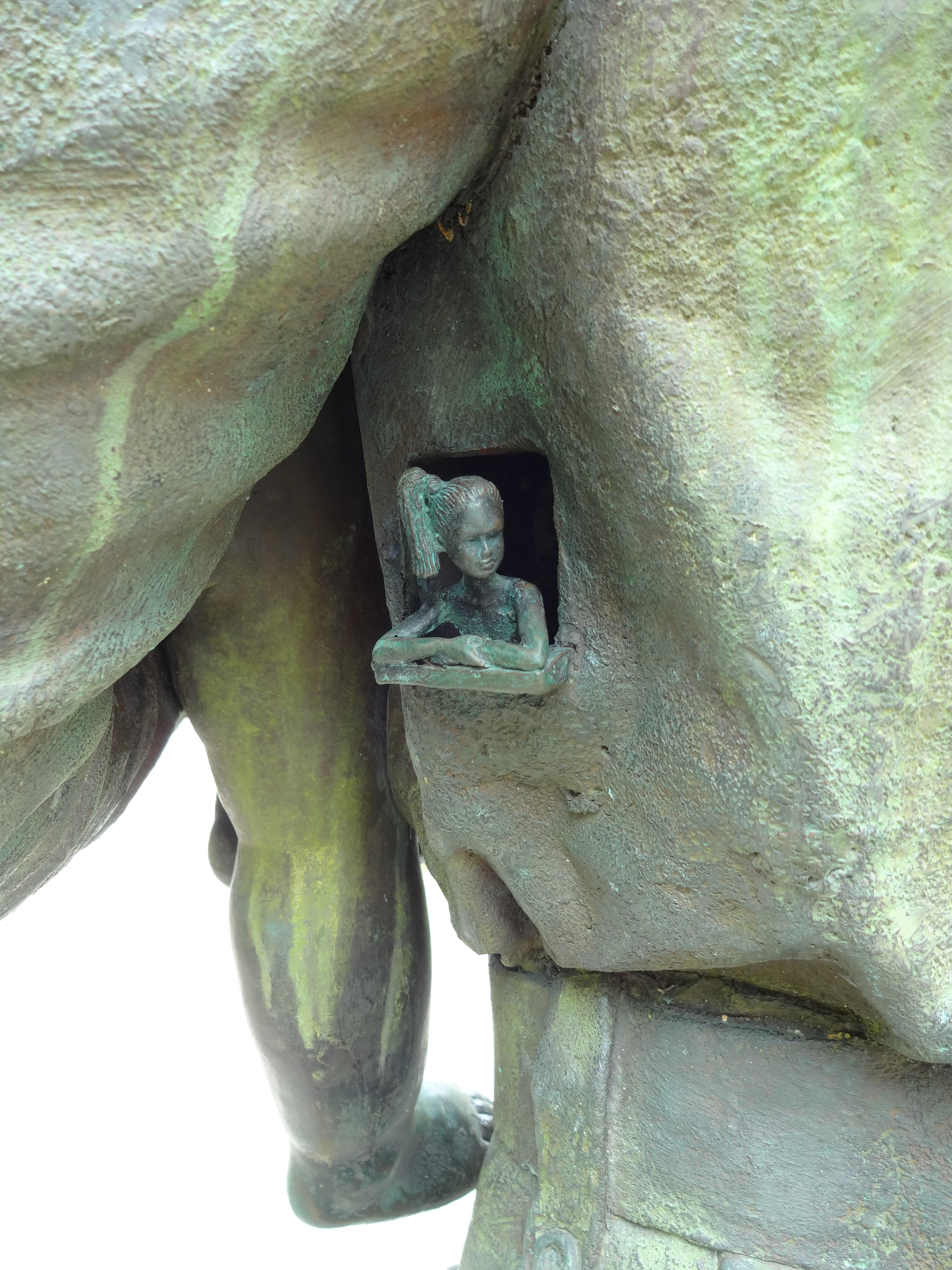
Fenster an der linken Brustseite, mit einer herausschauenden wartenden Frau

Detailaufnahmen der Statue II
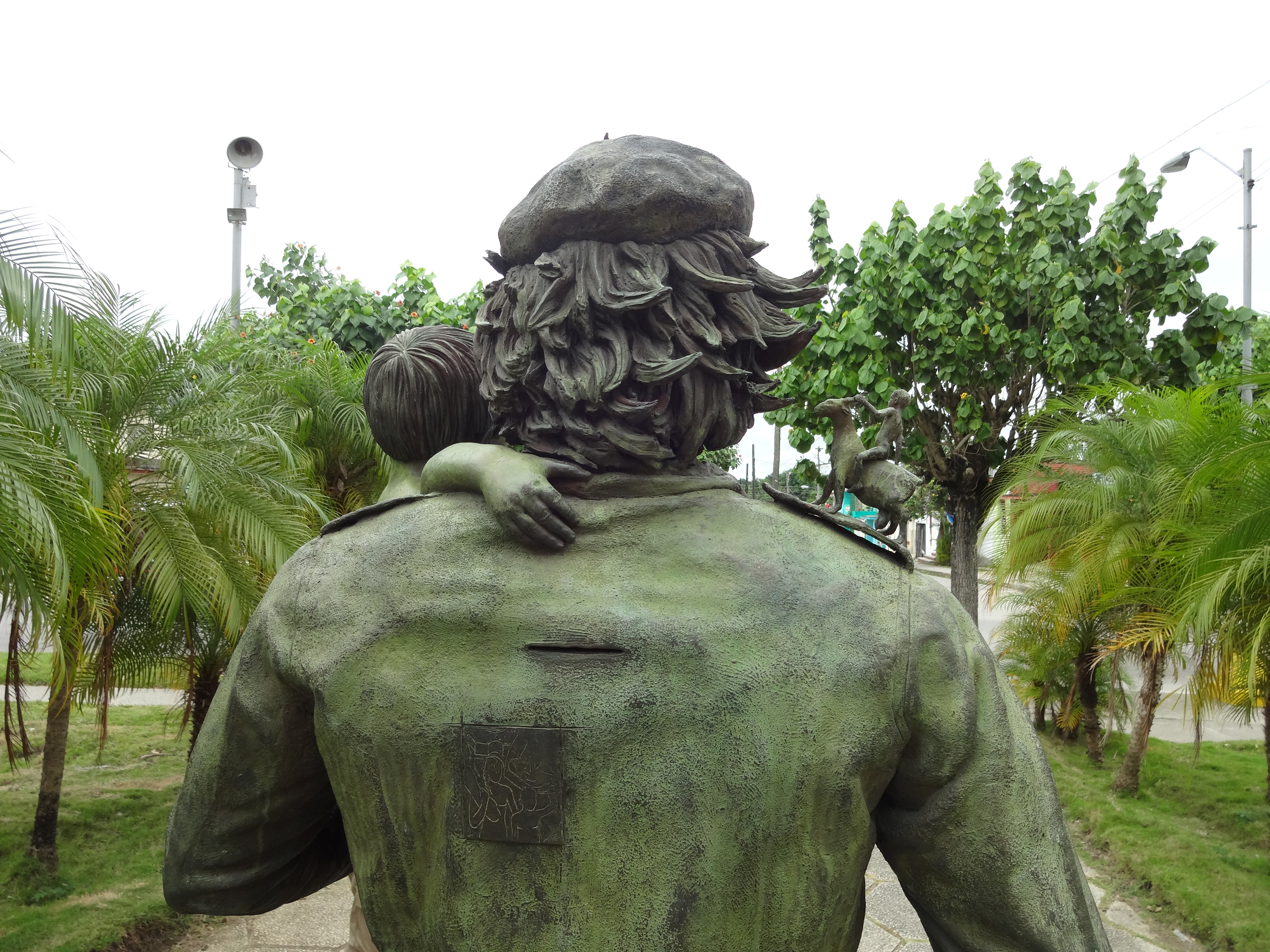
Auf einem Ziegenbock reitendes Kind auf der Schulter und eine Ritzzeichnung auf dem Rücken
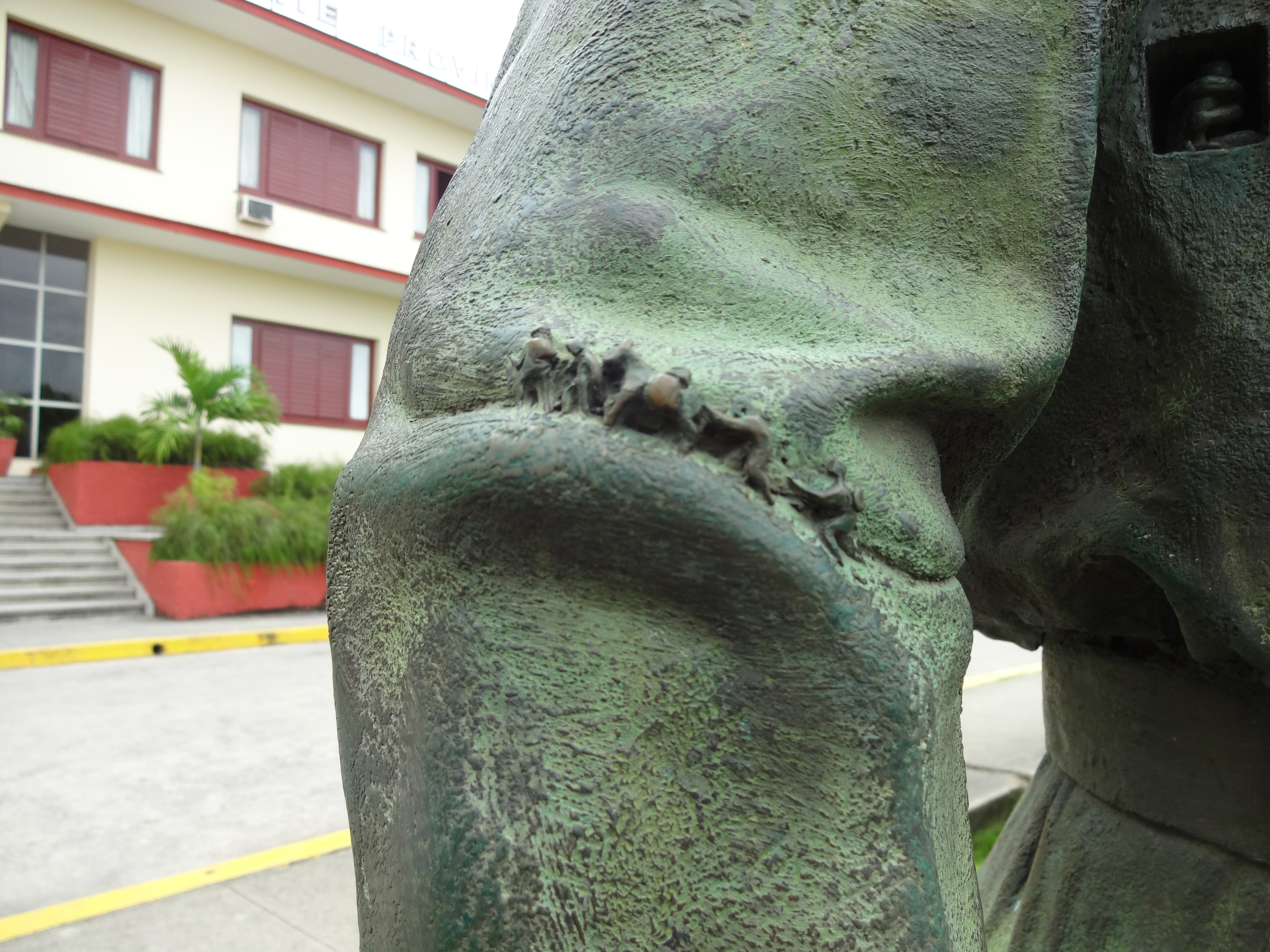
Rechter Ellenbogen mit Figuren von vier Bergsteigern und einem Esel, Öffnung unter rechter Achselhöhle
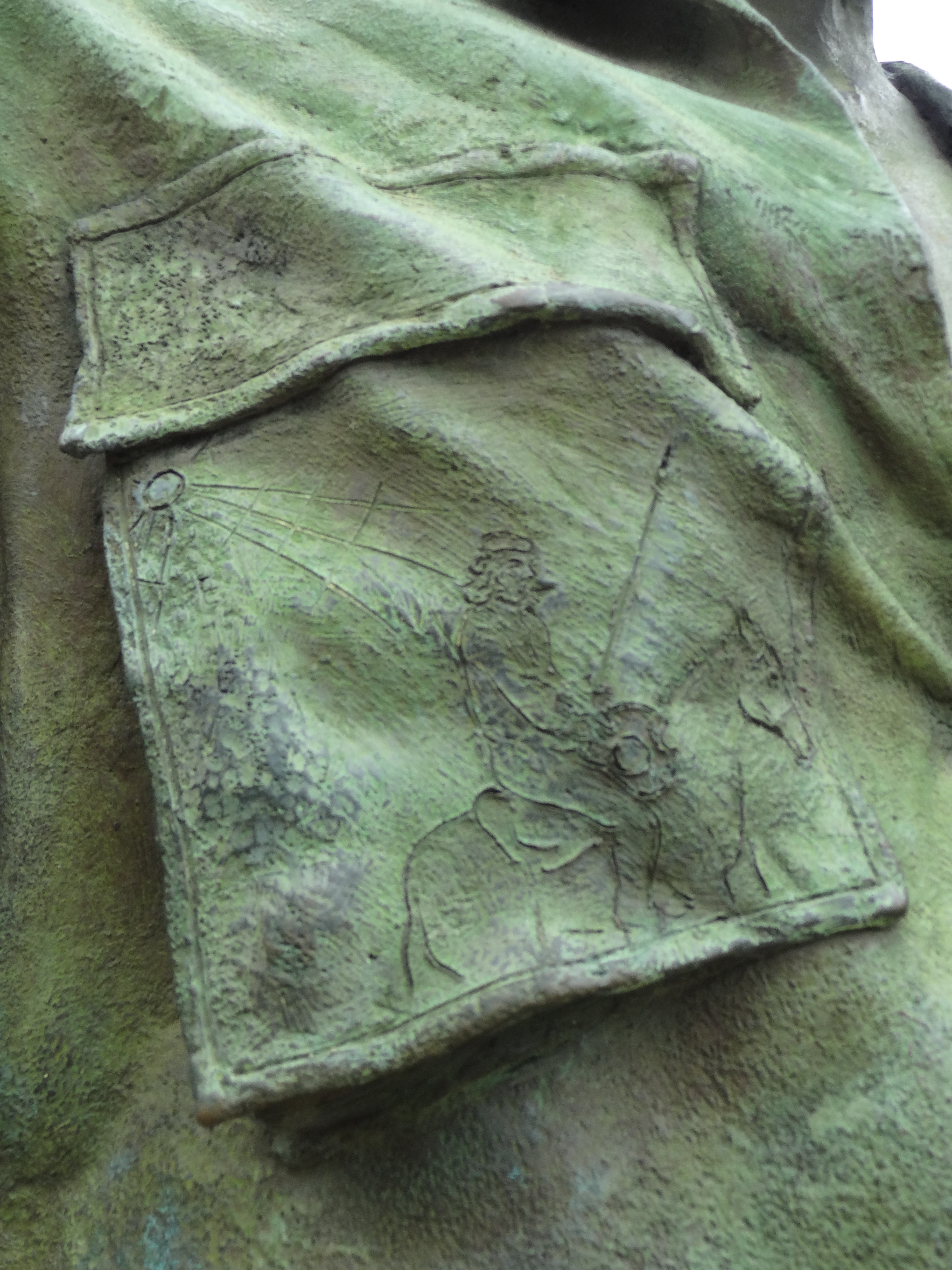
Rechte Brusttasche, wie ein Buch gestaltet, darauf die berittene Romanfigur Don Quijote mit ihrer Lanze
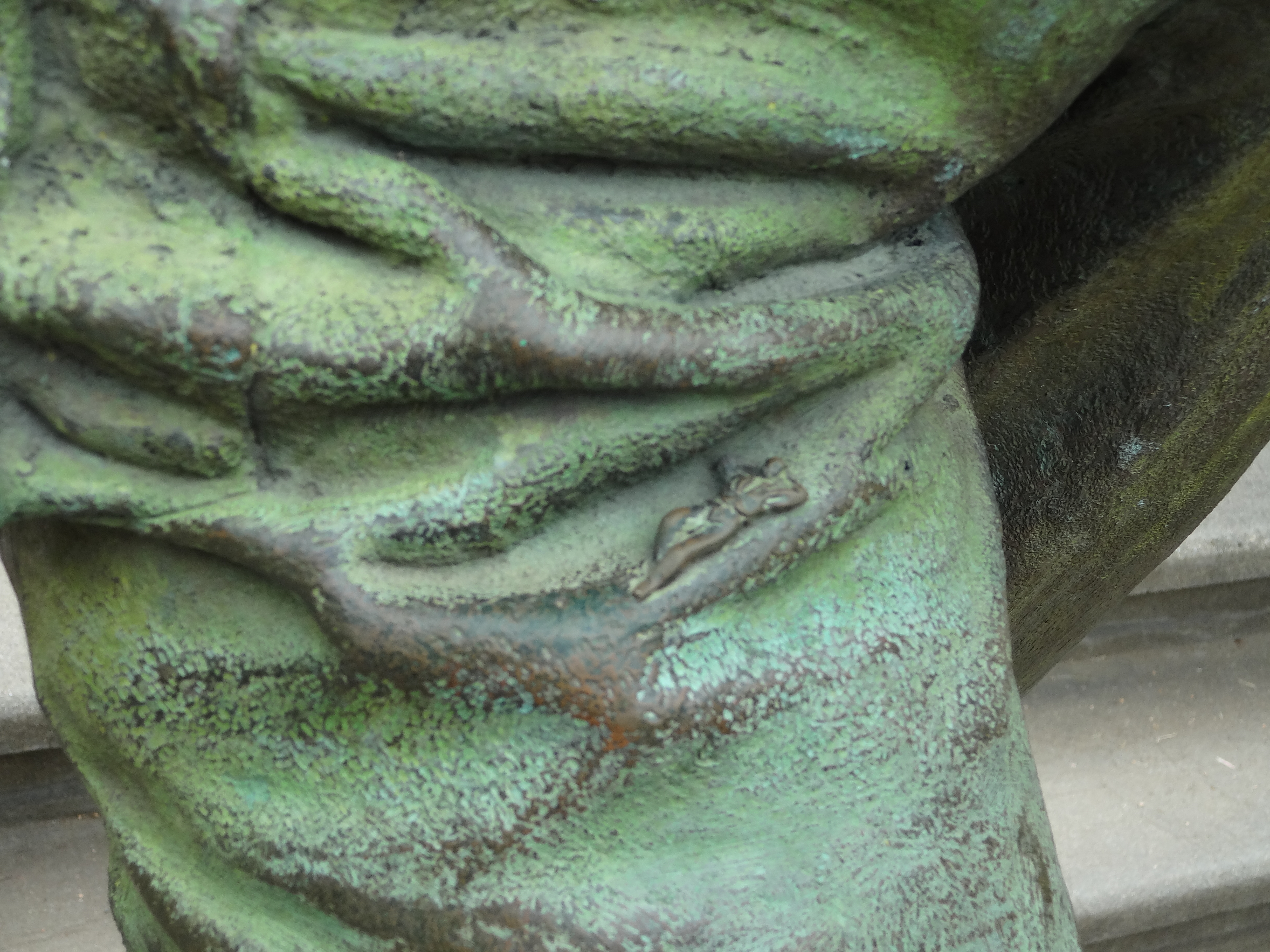
Rechter Oberschenkel mit liegender Figur